# 누르 페타홀루
누르 페타홀루(튀르키예어: Nur Fettahoğlu, 1980년 11월 12일 ~ )는 터키, 독일의 배우이다.

## 작품 목록
- 밸리 오브 더 울프: 팔레스타인 (2011)